# Тома, Амбруаз
Шарль Луи́ Амбруа́з Тома́ (фр. Charles Louis Ambroise Thomas; 5 августа 1811, Мец — 12 февраля 1896, Париж) — французский композитор (преимущественно оперный) и музыкальный педагог. Его лучшие оперы «Миньон» и «Гамлет» занимали видное место в международном оперном репертуаре конца XIX и начала XX веков, но позднее утратили популярность. 
На протяжении четверти века, с 1871 года, возглавлял Парижскую консерваторию. Несмотря на консерватизм, воспитал такие значительные таланты, как Жюль Массне и Теодор Дюбуа (который сменил его на посту директора консерватории).

## Биография
С четырёхлетнего возраста Тома, обнаружив музыкальные способности, стал заниматься под руководством своего отца, известного в Меце учителя музыки. К десяти годам он уже прекрасно владел фортепиано и скрипкой. После смерти отца он переехал в Париж, где учился в консерватории у Дурлена по гармонии, Лесюэра по теории композиции и Калькбреннера по фортепиано, почти каждый год получая премии по окончании курса и, наконец, Большую Римскую премию. 

Вслед за тем (как полагалось всем лауреатам) Тома прожил три года на вилле Медичи, сочинял камерную музыку и романсы («Воспоминания об Италии»), общался с Берлиозом и Энгром. В этот период он всерьёз увлёкся современным ему оперным искусством. Прожив ещё год в Вене, затем молодой композитор вернулся в Париж. В 1837 году была поставлена первая комическая опера Тома «Двойная лестница», высоко оцененная Берлиозом и исполнявшаяся с успехом по всей Европе. Затем одна за другой последовали ещё девять небольших опер, получивших хотя и рядовой, но вполне благожелательный приём у парижской публики. Всего он сочинил более 20 опер. 

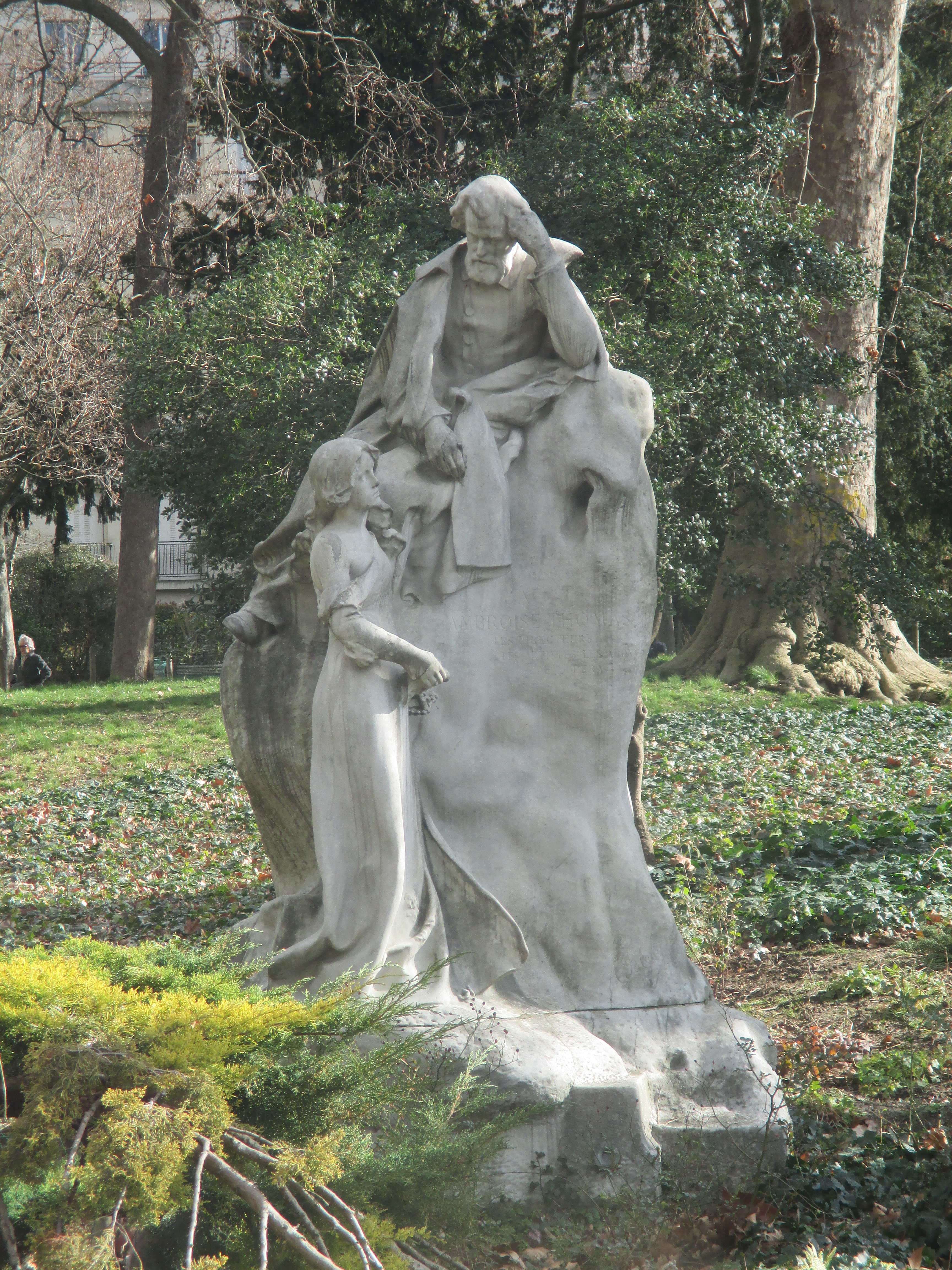
«Тома и Миньон», статуя Фальгьера в парижском парке Монсо (1902)

Первый крупный успех Амбруазу Тома принесла одноактная опера «Каи́д» (1849) — яркая и лёгкая, чисто-французская по тону пародия на «Итальянку в Алжире» Россини, вызвавшая восхищение Жоржа Бизе. Затем последовали два наиболее известных произведения Тома — лирическая опера «Миньон» (1866, по мотивам романа Гёте) и большая опера «Гамлет» (1868), которые обошли все сцены Европы (хотя и критиковались ещё при жизни автора за благостные концовки, далёкие от своих литературных первоисточников). 
Написал также балеты «Цыганка» (1839), «Бетти» (1846) и «Буря» (1889), оперы «Раймон», «Сон в летнюю ночь», «Франческа да Римини», кантаты, марши, мотеты, квинтеты, квартеты, ноктюрны, хоры и пр.
С 1852 года Амбруаз Тома преподавал в Парижской консерватории, вскоре получив звание профессора, а после смерти в 1871 году Даниэля Обера занял пост её директора.  Полностью и со всей серьёзностью отдавшись педагогической деятельности, он почти перестал сочинять: в последние годы жизни из-под его пера вышли только единичные произведения. Тома модернизировал организацию консерватории и расширил учебную программу, но насаждал консервативную музыкальную идеологию, выступая против современных влияний (вроде вагнеровских), и не допускал на преподавательские должности композиторов-новаторов, включая С. Франка и Г. Форе. 
В 67 лет Амбруаз Тома женился на Эльвире Ремори, сестре пианистки Каролины Монтиньи-Ремори. Член Института Франции, в 1871 году возглавлял комиссию, по рекомендации которой государственным гимном была объявлена «Марсельеза».